# Festival des 3 Continents 2016
Le Festival des 3 Continents 2016, 38e édition du festival, s'est déroulé du 22 novembre 2016 au 29 novembre 2016.

## Déroulement et faits marquants
Le 28 novembre 2016, le palmarès est dévoilé et c'est le film In the Last Days of the City de Tamer El Said qui remporte la Montgolfière d'or du meilleur film et le prix du jury jeune. La Montgolfière d'argent est remporté par Destruction Babies de Tetsuya Mariko, la mention spéciale par El Limonero real de Gustavo Fontán et le prix du public par My Father’s Wings de Kivanç Sezer.

## Jury
- Sacha Bourdo, comédien
- Quentin Dolmaire, comédien
- Jean-Marie Teno, réalisateur
- June Wu, distributrice
- Yolande Zauberman, réalisatrice

## Sélection

### En compétition
- In the Last Days of the City de Tamer El Said
- El Limonero real de Gustavo Fontán
- Old Stone de Johnny Ma
- Life After Life de Zhang Hanyi
- Argent amer de Wang Bing
- Bangkok Nites de Katsuya Tomita
- Solo, Solitude de Yosep Anggi Noen
- Destruction Babies de Tetsuya Mariko
- My Father’s Wings de Kivanç Sezer

### Ouverture
- Où est la maison de mon ami ? d'Abbas Kiarostami

### Clôture
- Le Ruisseau, le Pré vert et le Doux Visage de Yousry Nasrallah

### Autres programmations
- Hommage à Rithy Panh (rétrospective de 12 films)
- Hommage à Li Han-hsiang (rétrospective de 6 films)
- Le cinéma contemporain indien
- L'Afrique et le Portugal
- La danse et le chant

## Palmarès
- Montgolfière d'or : In the Last Days of the City de Tamer El Said
- Montgolfière d'argent : Destruction Babies de Tetsuya Mariko
- Mention spéciale : El Limonero real de Gustavo Fontán
- Prix du Jury Jeune : In the Last Days of the City de Tamer El Said
- Prix du public : My Father’s Wings de Kivanç Sezer